# Hotmail
Hotmail var en webbmejl från Microsoft. Tjänsten grundades år 1996 som en av världens första webbmejltjänster  (namnet var då stiliserat HoTMaiL). Microsoft köpte år 1997 tjänsten för 400 miljoner dollar och döpte den till MSN Hotmail och sen under 2007 till Windows Live Hotmail som en del av sin produktserie Windows Live. År 2013 ersattes tjänsten av Microsofts nya eposttjänst Outlook.com.

## Funktioner
Precis som de andra stora distributörerna för webbaserad e-post använde Hotmail AJAX som programmeringsteknik som stödde de aktuella versionerna av Internet Explorer, Firefox, Safari, och Google Chrome.
Hotmail kunde söka efter användarens meddelanden, filtrera meddelanden, organisera meddelanden med hjälp av mappar, importera och exportera kontakter som csv-filer, gruppera kontakter, signera automatiskt, filtrera bort datorvirus, adressera flera mottagare samt kommunicera i olika språk med användaren.

### Active view
Hotmails Active view tillät användaren att interagera med innehåll och funktioner direkt i sin e-post. Bifogade foton och filer kunde ses i en förhandsgranskning utan att filen sparades. Dessutom gav tjänsten tillgång till en partnerplattform där användaren hade möjlighet att direkt kunna se innehåll i sin e-post från partners såsom YouTube, Flickr och LinkedIn.

### Office Web Apps-integrering
Hotmail integrerade med Office Web Apps genom att tillåta användning och redigering av dokument gjorda i Microsoft Office Word, Excel, och PowerPoint. Användare kunde direkt öppna bifogade filer från Office inuti webbläsaren och spara dem på sina Windows Live SkyDrive. Användaren kunde också göra ändringar på mottagna filer och returnera ändringarna till avsändaren. Utrymme fanns att skicka dokument upp till 10 GB via Hotmail genom att ladda upp dokumenten på Windows Live SkyDrive och dela dem med andra användaren som observerar eller samarbetar.

### Sortering
Hotmail erbjöd möjligheten att ta bort eller sortera en stor mängd e-post till olika mappar. När en sortering väl var gjord kunde användaren välja att låta Hotmail komma ihåg denne så att exempelvis e-post från en viss avsändare alltid hamnade i samma mapp eller att e-post från en avsändare direkt skulle tas bort. Genom den här funktionen kunde varje användare ställa in sina unika inställningar.

### Quick views och olästfilter
Quick view gjorde det möjligt att filtrera all e-post i alla mappar efter bifogade dokument, bifogade foton och flaggade meddelanden. Olästfiltret tillät användaren att filtrera såväl inbox som mappar baserat på oläst e-post.

### Alias
Ett alias på Hotmail kunde skapas för användarens Windows Live ID. Med ett alias kunde användaren välja att ta emot e-post skickat till sitt alias i inbox eller mapp, upp till 5 alias per år kunde skapas och upp till 15 totalt. Aliaset var helt skilt från användarens vanliga adress och kunde raderas närsomhelst. Aliaset var på så sätt inte detsamma som ett Windows Live ID, eftersom användare inte kan logga in med dessa.

### Registrering
Vid registrering valde den nya användaren vilken Hotmaildomän som skulle användas, i Sverige någon av @hotmail.com, @hotmail.se, @live.com eller @live.se.

## Historia

### Lanseringen av Hotmail
Tjänsten grundades år 1996 av Sabeer Bhatia och Jack Smith under namnet Hotmail (stiliserat HoTMaiL, anspelar på språket HTML som webbsidor skrivs i). Verksamheten var stationerad i Mountain View, Kalifornien med högkvarter i Sunnyvale, Kalifornien.

### MSN Hotmail
Hotmail såldes till Microsoft år 1997 för 400 miljoner dollar och anslöt sig till MSN under namnet MSN Hotmail. Hotmail blev snabbt populär och i februari 1999 rapporterades Hotmail vara den största webbmailen med fler än 30 miljoner aktiva användare.
Från början kördes Hotmail på ett operativsystem som blandade FreeBSD och Solaris. För att Hotmail skulle klara av Windows 2000 initierades ett utvecklingsprojekt. I juni 2002 aviserade Microsoft att projektet var färdigt, ett par dagar senare kom ny information om att det tidigare meddelandet togs tillbaka och att Hotmail fortfarande var beroende av FreeBSD.
År 2001 blev Hotmail övertaget av hackers som gjorde upptäckten att vem som helst kunde logga in på sitt Hotmailkonto och sen skicka massor med e-post från vilket annat konto som helst genom bearbetning av URL, det andra kontots användarnamn och ett e-post-nummer. Intrånget var så simpelt att ett flertal tidningar och webbsidor i detalj kunde beskriva hur intrånget skulle gå tillväga, detta resulterade i sin tur i att tiotusentals hackers provade och miljontals konton manipulerades mellan 7 augusti 2001 och den 31 augusti 2001.
Efter en tid av teknisk stagnering fick branschen inom webbmail ett uppsving under 2004 då Google släppte sin nya tjänst, Gmail. Tjänsten hade större lagringsutrymme, högre hastighet och ett flexibelt gränssnitt, med andra ord medförde den nya konkurrenten att en våg av innovation spred sig genom branschen. De tidigare tungviktarna, Hotmail och Yahoo! Mail kom med en uppgraderad version som påminde om det som Gmail hade initierat, högre hastighet, högre säkerhet och mer avancerade funktioner.

### Windows Live Hotmail
I november 2005 kom Microsofts nya tjänst för e-post ut, under kodnamnet “Kahuna” var en betaversion släppt till ett par tusen testare.  För de som inte fått möjligheten att prova på betaversionen kunde en begäran om inbjudan leda till access. Den nya versionen var ombyggd från grunden och la stor vikt vid tre olika koncept: ”snabbare, enklare, säkrare”. Under utvecklingsperioden blev antalet betatestare fler och fler och i slutet av 2006 hade antalet stigit till en miljon.
Planen var att varumärket Hotmail skulle fasas ut när Microsoft lanserade sitt nya mailsystem, Windows Live Mail, detta ändrades dock när testarna av betaprodukten ställde sig kritiska till att byta bort det välkända namnet mot något okänt, namnet blev därför Windows Live Hotmail. Efter ytterligare en testperiod släpptes produkten i Holland den 9 november 2006. Utvecklingen av betaprodukten var färdig i mars 2007 och Windows Live Hotmail kunde släppas som ett nytt varumärke i maj 2007. De 260 miljoner redan existerande MSN Hotmail-konton fick omedelbar access till det nya systemet. Gränssnittet hos det gamla systemet kunde endast nås av tidigare användare som registrerat sig innan Windows Live Hotmail släpptes och sedan valt att inte uppdatera sitt system. Utfasningen av det gamla systemet var dock färdig i oktober 2007.
I februari 2007 fick Windows Live Hotmail priset “redaktörens val”  av PC Magazine. i mars 2007 mottogs samma pris med betyget 4 av 5 stjärnor.
2008 aviserades det på Windows Live Hotmails hemsida att tjänsten skulle uppdateras med ett fokus på ökad hastighet, större lagringsutrymme, högre användarvänlighet såväl som en bättre upplevelse för användaren. Tiden det tar att logga in skulle som exempel reduceras med 70 procent. Windows Live Hotmail har uppdaterats i flera etapper som ett resultat av feedback från användare. Reklamen är flyttad från sidans topp till dess kant, fler teman har lagts till och större antal meddelanden per visad sida, även möjligheten att skicka snabbmeddelanden till andra användare online direkt från inkorgen är uppdateringar som föreslagits av användare.
När Firefox lanserades tog det ett par månader för Windows Live Hotmail att färdigställa stöd för webbläsaren. I oktober 2008 upptäckte användare med Linuxbaserade webbläsare att de endast kunde nå en ”reaad-only” access till sina Hotmail konton, i november samma år färdigställdes fullt stöd för Google Chrome. 
Möjligheten att skicka snabbmeddelanden direkt från inboxen var en uppdatering som integrerade med Windows Live Messenger. Det tidigare "MSN Web Messenger" skulle ersättas med ett projekt som startades 2007 och kallades, "Windows Live Web Messenger”.
Den 18 mars 2010 kom Microsoft ut med vad de kallade “den fjärde vågen” av uppdateringar för Hotmail, uppdateringarna erbjöd funktioner som: olästfilter, ”active view” och sortering. De innehöll också integrering med Windows Live SkyDrive och Windows Live Office, en gratisversion av Microsoft's Office Web Apps. Den nya uppdaterade versionen av Windows Live Hotmail började gradvis att släppas den 15 juni 2010 och var färdigställd den 3 augusti samma år. 
En funktion som möjliggjorde synkning mellan användarens mobiltelefon, dess e-post, Windows Live kontakter och Windows Live Hotmail kalender kallades Exchange ActiveSync och släpptes för alla Hotmailanvändare den 30 augusti 2010.
Windows Live Hotmail erbjöd obegränsat utrymme, patenterade säkerhetsåtgärder, Ajax-programmering samt integrering med Windows Live Messenger, Hotmail Kalender, SkyDrive och Windows Live Kontakter.
Enligt det Internetbaserade marknadsundersökningsbolaget comScore var Windows Live Hotmail världens största webbaserade tjänst för e-post i augusti 2007 med 364 miljoner användare, med Yahoo! Mail på andra plats med 280 miljoner användare och Gmail trea med 191 miljoner användare. Windows Live Hotmail var tillgänglig på 36 olika språk.

### Nedläggningen
Den 31 juli 2012 uppgav Microsoft att Hotmail skulle ersättas av en ny tjänst, kallad Outlook.com. Den 3 april 2013 stängdes Hotmail och ersattes av Outlook.com.

## Åtkomst via e-postprogram
Hotmail hade stöd för e-postprogram via följande protokoll:

### WebDAV
Hotmail var tidigare kritiserat för att endast låta betalande kunder få tillgång till de funktioner som WebDAV medförde (möjligheten att lokalt ladda ner e-post via skrivbordet till Microsoft Outlook Express eller Mozilla Thunderbird). Tillgång till WebDAV var från början möjlig för alla Hotmails kontohavare om kontot var skapat tidigare än 2004, den största fördelen var att det var möjligt att komma åt sitt konto utan en webbläsare. Med ett senare konto kunde tillgång till WebDAV endast fås med Hotmail premium. Den 4 juni 2009 informerade dock Microsoft att samarbetet med WebDAV skulle avslutas den 1 september samma år.

### DeltaSync
För tillgång till Hotmail via Microsoft Outlook 2003, 2007 eller 2010, kunde användare gratis ladda ner Microsoft Outlook Hotmail Connector som använde det egenutvecklade programmet DeltaSync. Med hjälp av denna kan användaren gratis nå sin e-post, meddelanden, kontakter och kalendrar i alla konton. För tillgång till uppgifter och anteckningar krävdes ett premiumkonto. Ett annat alternativ var att använda e-postprogrammet Windows Live Mail som hade inbyggt stöd för Hotmail.

### POP3
POP3 kunde användas för att få tillgång till Hotmail från alla e-postklienter som stödde detta protokoll. Stödet fanns sedan "Wave 3"-utgåvan av Hotmail.